# جیمز ربهورن
جیمز رابرت ربهورن (به انگلیسی: James Robert Rebhorn) هنرپیشه آمریکایی که از جمله به خاطر سریال تلویزیونی میهن (Homeland) و فیلم سینمایی بوی خوش زن معروف بود.

## زندگی‌نامه
ربهورن در ۱ سپتامبر ۱۹۴۸ در فیلادلفیا در ایالت پنسیلوانیا زاده شد. وی همچنین کار تئاتر کرده بود از جمله در دوازده مرد خشمگین و شهر ما که در نیویورک روی صحنه رفت بازی کرد.
او برای پنج دهه در عالم سینما فعال بود و در سریال‌های زیادی از جمله زن خوب و ۳۰ راک و فیلم غریزه اصلی (همچنین با بازیگری شارون استون و مایکل داگلاس) بازی کرد.
او در سال ۱۹۹۲ به سرطان پوست مبتلا شده بود اما تا ماه قبل به فعالیتش به عنوان بازیگر ادامه داد.
او در بیش از ۱۰۰ اثر ظاهر شده که یکی از آخرین‌های آنها میهن بود که در آن نقش فرانک ماتیسون پدر یک افسر سازمان اطلاعات مرکزی آمریکا را بازی می‌کرد.
او همچنین فیلم‌های پربیننده آقای ریپلی با استعداد، ملاقات با والدین و بازی نقش بازی کرد.
ربهورن اغلب نقش شخصیت‌های پرقدرت را بازی می‌کرد مثلاً در فیلم بوی خوش زن نقش مدیر مدرسه و در فیلم روز استقلال نقش وزیر خارجه آمریکا را بازی کرد.
جیسون الکساندر بازیگر سریال کمدی ساینفلد دربارهٔ او گفته‌است: «روح جیمز ربهورن شاد، مردی دوست داشتنی و هنرپیشه‌ای عالی.»
آقای ربهورن در آخرین قسمت سریال ساینفلد بازی کرده بود.
جیمز ربهورن که مبتلا به سرطان پوست بود در ۲۱ مارس ۲۰۱۴ در سن ۶۵ سالگی در خانه‌اش در اورنج جنوبی، نیوجرسی درگذشت.
تام آرنولد دیگر هنرپیشه آمریکایی در توییتر نوشت: «روحش شاد. او هنرپیشه حیرت‌انگیزی بود. شاید فکر کنید او را نمی‌شناسید، اما باور کنید او را خوب می‌شناختید.»
فرانسیس فیشر هم نوشت: «از دست رفتن جیمز ربهورن مایه شوک و اندوه است. او هنرپیشه‌ای پرکار بود که وقتی جوان بودم شانس همکاری با او را داشتم.»

## گزیده فیلمشناسی

### سینمایی
| سال  | عنوان                           | نقش                 | نقش             |
| ---- | ------------------------------- | ------------------- | --------------- |
| ۱۹۸۰ | می‌داند که تنها هستی             |                     |                 |
| ۱۹۸۳ | سیلک‌وود                         | Los Alamos Doctor   |                 |
| ۱۹۸۵ | چشم گربه (فیلم ۱۹۸۵)            | Drunk Businessman   |                 |
| ۱۹۹۱ | در مورد هنری                    | Dr. Sultan          |                 |
| ۱۹۹۱ | سایه‌ها و مه                     | Vigilante           |                 |
| ۱۹۹۲ | پسرعمویم وینی                   | George Wilbur       |                 |
| ۱۹۹۲ | غریزه اصلی                      | Dr. McElwaine       |                 |
| ۱۹۹۲ | شن‌های سفید (فیلم)               | FBI Agent Flynn     |                 |
| ۱۹۹۲ | باد (فیلم ۱۹۹۲)                 | George              |                 |
| ۱۹۹۲ | بوی خوش زن (فیلم ۱۹۹۲)          | Mr. Trask           |                 |
| ۱۹۹۲ | روغن لورنزو                     | Ellard Muscatine    |                 |
| ۱۹۹۳ | راه کارلیتو                     | Bill Norwalk        |                 |
| ۱۹۹۴ | ۸ ثانیه                         | Clyde Frost         |                 |
| ۱۹۹۴ | محافظت از تس                    | Howard Schaeffer    |                 |
| ۱۹۹۴ | من عاشق دردسرم (فیلم ۱۹۹۴)      | Mando, The Thin Man |                 |
| ۱۹۹۶ | خصوصی و شخصی                    |                     |                 |
| ۱۹۹۶ | طوفان سفید (فیلم)               | Tyler               |                 |
| ۱۹۹۶ | اگر لوسی سقوط می‌کرد             | Simon Ackerman      |                 |
| ۱۹۹۶ | روز استقلال (فیلم ۱۹۹۶)         | Albert Nimzicki     |                 |
| ۱۹۹۶ | هموطنان آمریکایی من             | Charlie Reynolds    |                 |
| ۱۹۹۷ | بازی (فیلم ۱۹۹۷)                | Jim Feingold        |                 |
| ۱۹۹۹ | آقای ریپلی بااستعداد (فیلم)     | Herbert Greenleaf   |                 |
| ۱۹۹۹ | بارش برف روی سروها              |                     |                 |
| ۲۰۰۰ | ماجراهای راکی و بولوینکل        | President Signoff   |                 |
| ۲۰۰۰ | ملاقات با والدین                | Dr. Larry Banks     |                 |
| ۲۰۰۲ | ماجراهای پلوتو نش               | Belcher             |                 |
| ۲۰۰۲ | دور از بهشت                     | Dr. Bowman          |                 |
| ۲۰۰۳ | رئیس دولت (فیلم)                | Senator Bill Arnot  |                 |
| ۲۰۰۳ | کوهستان سرد                     | Doctor              |                 |
| ۲۰۰۴ | آخرین شلیک                      | Abe White           |                 |
| ۲۰۰۷ | آنامورف                         |                     |                 |
| ۲۰۰۸ | مامان بچه                       |                     |                 |
| ۲۰۰۸ | دان مک‌کی                        |                     |                 |
| ۲۰۰۹ | بین‌المللی (فیلم ۲۰۰۹)           | New York D.A.       |                 |
| ۲۰۰۹ | جعبه (فیلم ۲۰۰۹)                | Norm Cahill         |                 |
| ۲۰۱۰ | یه کمک کوچولو                   | Dr. Bronstein       |                 |
| ۲۰۱۱ | پولاد ناب                       | Marvin              |                 |
| ۲۰۱۲ | زندگی عجیب تیموتی گرین          | Joseph Crudstaff    |                 |
| ۲۰۱۳ | قبل از اینکه بخوابم (فیلم ۲۰۱۳) | Priest              | final film role |

### تلویزیونی
| سال       | عنوان                         | نقش                                                            | توضیحات                        |
| --------- | ----------------------------- | -------------------------------------------------------------- | ------------------------------ |
| ۱۹۸۵      | کین و ایبل                    | Federal Prosecutor                                             | Episode: "Episode Two"         |
| ۱۹۸۶–۱۹۸۸ | ایکوالایزر (مجموعه تلویزیونی) | Gant / Eric                                                    | 2 episodes                     |
| ۱۹۹۲–۲۰۰۸ | نظم و قانون                   | Charles Garnett / Dr. Horace Garrison / Albert Lawrence Cheney | 7 episodes                     |
| ۱۹۹۸      | ساینفلد                       | District Attorney Hoyt                                         | Episode: "The Finale"          |
| ۱۹۹۹–۲۰۰۲ | دیدبان سوم                    | Captain Elchisak                                               | 6 episodes                     |
| ۲۰۰۸      | بوستون لیگال                  | Wade Mathis                                                    | 2 episodes                     |
| ۲۰۰۹–۲۰۱۳ | یقه سفید (مجموعه تلویزیونی)   | Reese Hughes                                                   | 16 episodes                    |
| ۲۰۱۱–۲۰۱۳ | میهن (مجموعه تلویزیونی)       | Frank Mathison                                                 | 8 episodes, (final appearance) |
| ۲۰۱۳      | همسر خوب                      | Wilkes Ingersol                                                | Episode: "Boom De Yah Da"      |